# Euryneura kerteszi
Euryneura kerteszi är en tvåvingeart som beskrevs av Iide 1968. Euryneura kerteszi ingår i släktet Euryneura och familjen vapenflugor. Inga underarter finns listade i Catalogue of Life.